# Rhyacophila rupta
Rhyacophila rupta là một loài Trichoptera trong họ Rhyacophilidae. Chúng phân bố ở miền Cổ bắc.